# Djamileh
Djamileh es una ópera en un acto con música de Georges Bizet y libreto en francés de Louis Gallet, basada en el cuento oriental Namouna, de Alfred de Musset.

## Historia
Se estrenó en la Opéra-Comique (París) el 22 de mayo de 1872. Aunque du Locle había dedicado gran cuidado al vestuario y a los decorados, no fue bien acogida, sólo tuvo once representaciones. No se repuso en París hasta el 27 de octubre de 1938. Fuera de Francia, se montaron producciones en Estocolmo (1889), Roma (1890) y Dublín, Praga, Mánchester y Berlín (1892). Llegó a estrenarse en el Covent Garden en 1893.
La ópera ha sido despreciada durante la mayor parte de su existencia, a pesar de la admiración que recibió tanto por parte de Gustav Mahler, quien, después de presentarla en Hamburgo (21 de octubre de 1892), dirigió 19 representaciones de ella en la Ópera Estatal de Viena entre 1898 (estreno allí el 22 de enero de 1898) y 1903, y Richard Strauss, quien la vio como fuente de inspiración para su Ariadne auf Naxos. Jussi Björling cantó Haroun en una reposición del año 1933 de una anterior producción en la Real Ópera de Suecia, Estocolmo.
Esta ópera rara vez se representa en la actualidad; en las estadísticas de Operabase aparece con sólo 4 representaciones en el período 2005-2010. Entre ellas estuvieron la producción de 2008 por el Teatro DCA en Chicago y, en 2010, por el Teatro de Ópera de Pittsburgh, dirigido por Jonathan Eaton y con Matt Morgan como Haroun, Daniel Teadt como Splendiano y Christina Nassif en el rol titular.

## Personajes
| Personaje                                   | (Nombre del personaje en de Musset) | Tesitura      | Reparto del estreno, 22 de mayo de 1872 (Director: Adolphe Deloffre) |
| ------------------------------------------- | ----------------------------------- | ------------- | -------------------------------------------------------------------- |
| Djamileh, esclava                           | (Namouna)                           | mezzosoprano  | Aline Prelly (Baroness de Presles)                                   |
| Haroun, príncipe                            | (Hassan)                            | tenor         | Alphonse Duchesne                                                    |
| Splendiano, su secretario                   | (no en Musset)                      | barítono      | Pierre-Armand Potel                                                  |
| Vendedor de esclavos, narrador              | -                                   | papel hablado | M Julien                                                             |
| Coro de amigos de Haroun, esclavos, músicos |                                     |               |                                                                      |

## Argumento
La hermosa esclava Djamileh está enamorada de su amo, el príncipe Haroun, un noble turco, que cansado de ella está a punto de venderla. Djamileh acude al secretario de Haroun, Splendiano, que está enamorado de ella, para que la ayude para recuperar la estima de su amo. Promete que en caso de no lograrlo, se casará con Splendiano.
Cuando llega el vendedor de esclavas, Djamileh, disfrazada y ayudada por el secretario, es ofrecida en venta, y al bailar, Haroun encantado, la compra inmediatamente. Cuando la esclava descubre su identidad y pide perdón ya que el atrevimiento se debe a su amor, Haroun la acoge nuevamente entre sus queridas.

## Números destacados
Sus fragmentos más destacables son la danza de la esclava Djamileh, el dúo de los tenores "Que l'esclave soit brune o blonde", el trío "Je voyais au loin la mer s'entre" y el coro "Quelle est cette belle?".